# Anger, Steiermark
Anger är en ort och kommun i distriktet Weiz i förbundslandet Steiermark i Österrike.
Kommunen består av åtta orter (Ortschaften) (inom parentes invånarantal 1 januari 2024):

- Anger (827)
- Baierdorf-Dorf (220)
- Baierdorf-Umgebung (855)
- Fresen (504)
- Naintsch (431)
- Oberfeistritz (760)
- Offenegg (101)
- Viertelfeistritz (290)

Kommunen fick sin nuvarande form den 1 januari 2015 genom en sammanslagning av kommunerna Anger, Baierdorf bei Anger, Feistritz bei Anger och Naintsch.